# Caligola (Musikprojekt)

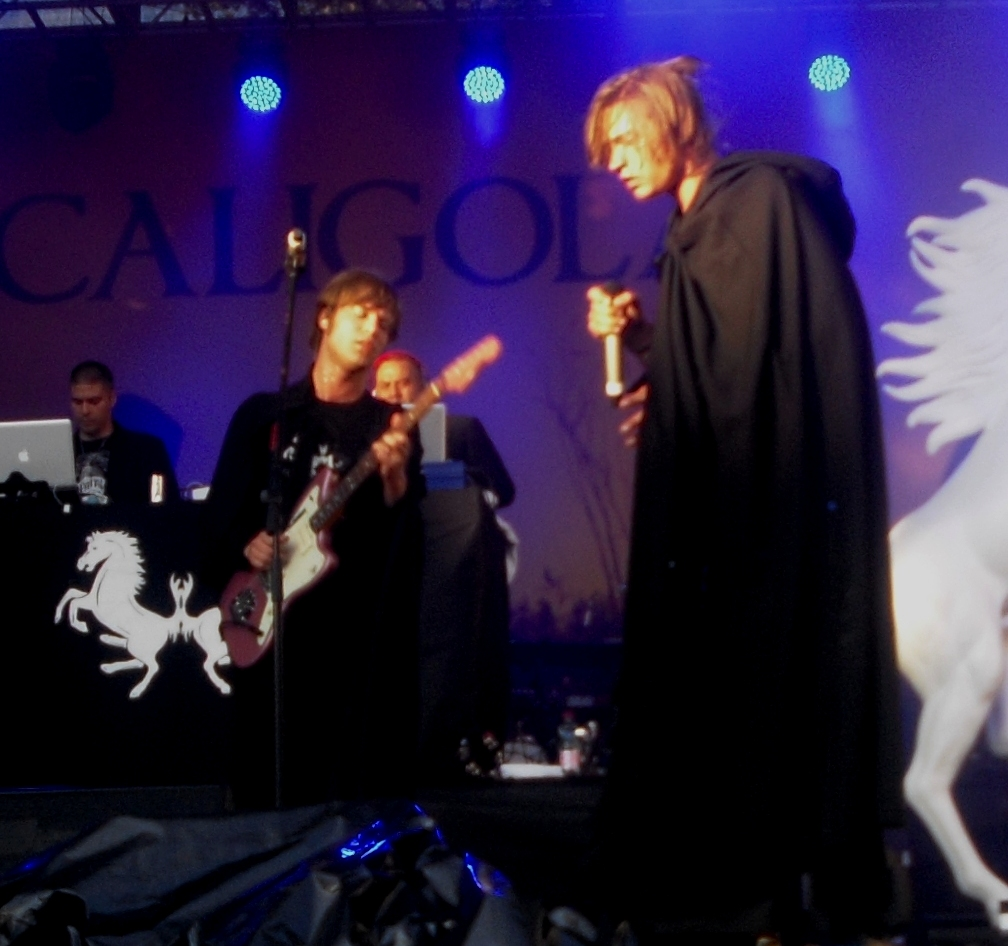
Caligola im Juli 2012 (v. l.: Gustaf Norén, Björn Dixgård, Masse und Salla Salazar)

Caligola ist ein seit den 1970er-Jahren existierendes Netzwerk von Künstlern aus Stockholm, das größtenteils im Untergrund agiert.
Im Jahr 2008 entstand aus dem Kreis dieser Künstler ein gleichnamiges Musikprojekt, das dessen Werke und Beteiligte der Öffentlichkeit präsentiert. Seitdem veröffentlichte Caligola das Album Back to Earth und dessen Remake Back to Earth – Resurrection.

## Geschichte
Caligola ist ein in den 1970er-Jahren in Norditalien gegründetes freies weltweites Netzwerk von Künstlern, agierend in Stockholm, das durch Zusammenarbeit über Spartengrenzen hinweg neue Kunstformen hervorbringen will.
Der Name „Caligola“ verweist auf den römischen Kaiser Caligula, bekannt für seinen opulenten, exzessiven Lebensstil und seinen Wahnsinn, der darin gipfelte, sein Lieblingspferd zum Konsul gemacht zu haben. In Anlehnung daran finden sich im Logo des Musikprojekts zwei Hengste als Symbol für die sexuelle Energie der Musik.
2008 wurden die Frontleute der schwedischen Rockband Mando Diao, Björn Dixgård und Gustaf Norén auf das Kollektiv aufmerksam und schlossen sich dem Netzwerk aus Musikern, Malern, Fotografen, Regisseuren und anderen Kunstschaffenden an. Sie trafen dort auf die schwedischen Hip-Hop-Produzenten Masse und Salla Salazar (The Salazar Brothers TSB). Die Entscheidung zur Zusammenarbeit führte neben der Produktion des fünften Mando-Diao-Albums Give Me Fire (2009) zur Arbeit an einem Musikprojekt unter dem Namen Caligola.
Das Konzept des Kollektivs Caligola basiert auf dem Gedanken der Gemeinschaft. Daher werden bei Auftritten schwarze Kutten getragen, die die Gleichheit der Schaffenden und die Aufhebung von Unterschieden symbolisieren sollen. Primär geht es darum, Konventionen und Grenzen zu überspringen und jegliche Form von Kunst auszuweiten und zu verbinden. Dies spiegelt sich auch im Musikstil wider, der eine Verschmelzung musikalischer Genres darstellt: Pop, Rock und Soul, Hip-Hop-Drums und Bläser, Dancebeats, Jazz und Elektro sind zu hören.

## Weiterentwicklung
Die erste Veröffentlichung folgte mit dem Video Sting of Battle am 8. Dezember 2011 und der gleichnamigen Single Sting of Battle am 27. Dezember 2011.

Natty Silver (2012)

Forgive Forget, die zweite Singleauskoppelung aus dem Debütalbum Back to Earth, erfolgte am 24. Februar 2012.
Das erste Album Back to Earth wurde am 2. März 2012 veröffentlicht. Neben den Urhebern von Caligola sind Künstler wie Reggae-Sänger Natty Silver, Popsängerin Agnes Carlsson, Jazz-Saxophonist Per „Rusträsk“ Johansson, Jazztrompeter Nils Jansson, Johnossi-Drummer Oskar Bonde, die Jazzmusiker Bo Hansson & Janne Carlsson, Gospeldiva LaGalyia Frazier und DJ Paul van Dyk an den Aufnahmen beteiligt.
Andere beteiligte Künstler sind May Yamani, Lovisa Inserra, Bernd Harbauer, Frederik Andersson, Carlos Barth, Paulo Arraiano, Julia Dufvenius, Daniel Haglund, Ulises Infante, Alexandra Kinga Fekete, Daniel Annbjer, Carl Johan Fogelklou, Marcelo Scorsese, Patrik Heikinpieti, Malin-My Nilsson, Chepe Salazar, Jonte Wentzel, Andrea Doria Smith, Robert Bendrik, Krippe Ibaceta, Martina Montelius, Teresa Sida, Anders Marcus, Mathias Steur, Murray Trider, Danielle Turano, Saga Berlin, Ronny Burnout, Eva Millberg, Peter Eggers, Johannes Persson, Björn Andersson, Christopher Wollter, Sören Jensen, Chatrin Melander, Jan Carlsson, Erika Johansson und Channarong Khammuk (Aufzählung laut Booklet der CD Back to Earth).
Der erste öffentliche Auftritt fand auf der Aftershowparty des Festivals „Rock im Park“ in Nürnberg im Juni 2011 statt.
Mit der Veröffentlichung des Albums startete eine Tour mit Auftritten bei Festivals sowie an kleineren Veranstaltungsorten in Deutschland, Schweden, der Schweiz, Luxemburg und Österreich.
Masse und Salla Salazar treten wechselweise mit Björn Dixgård, Gustaf Norén, Natty Silver, Mando-Diao-Bassist Carl Johan Fogelklou und Mando-Diao-Keyboarder Mats Björke als Mando Diao DJ Set oder Caligola DJ Set auf.
Im September 2012 wurde der schwedische Hip-Hopper Lazee als neues Mitglied des Musikprojekts vorgestellt.
In Zusammenarbeit mit Paul van Dyk entstand 2012 eine Überarbeitung des Songs Violetta’s Dance, die sich unter dem Titel If You Want My Love auf van Dyks Album Evolution wiederfindet.

## Diskographie
Alben
- 2. März 2012: Back to Earth
- 30. November 2012: Back to Earth – Resurrection (Re-Release des Debütalbums mit acht zusätzlichen Songs)

Singles
- 27. Dezember 2011: Sting of Battle
- 24. Februar 2012: Forgive Forget
- 10. August 2012: My Sister Rising
- 30. November 2012: I Want You

## Musikvideos
- 2011: Sting of Battle
- 2011: Press Conference
- 2012: Forgive Forget
- 2012: Fire Burns Out a Weak Heart
- 2012: Forgive Forget TSB Remix
- 2012: Initiation – The Caligola Movie
- 2012: My Sister Rising
- 2012: I Want You
- 2012: Smash Dem Brains In

## Auszeichnungen
Goldstatus in Deutschland für die Single Forgive Forget am 24. Mai 2012.